# Steve Wachalski
Steve Wachalski (* 5. Februar 1983 in Köthen) ist ein ehemaliger deutscher Basketballspieler. Er stand bei den Bundesligisten Bayreuth, Mitteldeutscher BC und Bonn unter Vertrag und bestritt 253 Spiele in der Basketball-Bundesliga.

## Karriere
Wachalski wuchs im Emsland auf und spielte zunächst in Lingen Basketball. Mit 18 Jahren wechselte er 2001 in die Regionalliga nach Osnabrück. In der Basketball-Bundesliga-Spielzeit 2003/04 gehörte Wachalski kurzzeitig für vier Wochen dem Kader des Erstliga-Aufsteigers Dragons aus der benachbarten Samtgemeinde Artland an. In der Mannschaft von Trainer Chris Fleming blieb er jedoch ohne Einsatz und kehrte am Ende der vier Wochen nach Osnabrück zurück. 2008 stieg er mit dem dortigen Verein in die dritthöchste Spielklasse ProB auf. Als P4two Ballers erreichte man in der ProB-Spielzeit 2008/09 einen fünften Platz und erwarb die Spielberechtigung für die nächsthöhere Spielklasse ProA. In der ProA-Saison 2009/10 erreichte der Aufsteiger mit dem neunten Platz eine solide Mittelfeldplatzierung. Anschließend wurde Wachalski vom Zweitligameister und Aufsteiger aus Bayreuth verpflichtet. In der Basketball-Bundesliga-Saison 2010/11 schaffte man den Klassenerhalt, doch Wachalskis Einsatzzeit blieb auf knapp zehn Minuten pro Spiel beschränkt.
Zur Zweitligasaison 2011/12 schloss sich Wachalski dem Erstliga-Absteiger Mitteldeutscher BC aus Weißenfels an und er kehrte nach Sachsen-Anhalt zurück, wo er geboren worden war. Mit dem Verein schaffte er die Meisterschaft in dieser Spielklasse und die sofortige Rückkehr ins Oberhaus. Mit knapp zehn Punkten und gut 5 Rebounds pro Spiel gehörte Wachalski zu den Leistungsträgern der Mannschaft. Nach dem Klassenerhalt in der Basketball-Bundesliga-Spielzeit 2012/13 auf dem drittletzten Tabellenplatz wechselte Wachalski zur 2013/14 innerhalb der Liga zu den Telekom Baskets Bonn, mit denen er auch international im ULEB Eurocup antrat. Nach gut 10 Minuten Einsatzzeit und knapp vier Punkten pro Spiel in seiner ersten Saison in Bonn konnte er im Laufe der Basketball-Bundesliga-Spielzeit 2014/15 seine Spielanteile ausbauen in der Rotation von Trainer Mathias Fischer. Am 22. November 2014 stellte er gegen die TBB Trier mit 26 Punkten und 8 von 10 getroffenen Dreiern in nur 15 Minuten Spielzeit seine bis dahin gültige Bundesliga-Punkte-Bestleistung auf. Nachdem der Vertrag nicht verlängert worden war, wechselte Wachalski zurück zum Ligakonkurrenten aus Bayreuth, bei dem er fünf Jahre zuvor seine ersten Einsätze in der höchsten Spielklasse bestritten hatte. Nach vier Jahren lief sein Vertrag bei Bayreuth aus, in seiner Zeit dort wurde er zum Publikumsliebling. Am 3. Januar 2018 gelangen Wachalski in einem Bundesliga-Spiel 28 Punkte gegen die Eisbären Bremerhaven, das war der Höchstwert seiner Bundesliga-Zeit.